# 1989 na Coreia do Sul
Esta é uma cronologia dos principais fatos ocorridos no ano de 1989 na Coreia do Sul.

## Incumbentes
- Presidente – Roh Tae-woo (1988–1993)
- Primeiro-ministro – Kang Young-hoon (1988–1990)

## Esportes
- 9 a 14 de outubro – A cidade de Seul sedia o Campeonato Mundial de Taekwondo de 1989

## Nascimentos
- 25 de fevereiro – Lee Sang-hwa, patinadora de velocidade
- 9 de março – Taeyeon, cantora (Girls' Generation)
- 18 de abril – Jessica Jung, cantora coreano-americana (Girls' Generation)
- 26 de abril – Daesung, cantor
- 28 de abril – Kim Sung-kyu, cantor (Infinite)
- 15 de maio – Sunny, cantora coreano-americana (Girls' Generation)
- 30 de maio – Hyomin, cantora (T-ara)
- 31 de maio – Daul Kim, modelo (m. 2009)
- 1 de agosto – Tiffany Hwang, cantora coreano-americana (Girls' Generation)
- 22 de setembro – Hyoyeon, cantora (Girls' Generation)
- 27 de setembro – Park Tae-Hwan, nadador
- 3 de novembro – Kim Taek-Yong, jogador profissional de StarCraft
- 5 de dezembro – Kwon Yuri, cantora (Girls' Generation)
- 14 de dezembro – Onew, cantor (SHINee)

## Mortes
- 21 de abril – Princesa Deokhye, 76
- 30 de abril – Yi Bangja, 87, Princesa Herdeira Uimin da Coreia
- 14 de novembro – Choe Deok-sin, 75, general, diplomata e ex-ministro das Relações Exteriores